# 中华人民共和国天然气

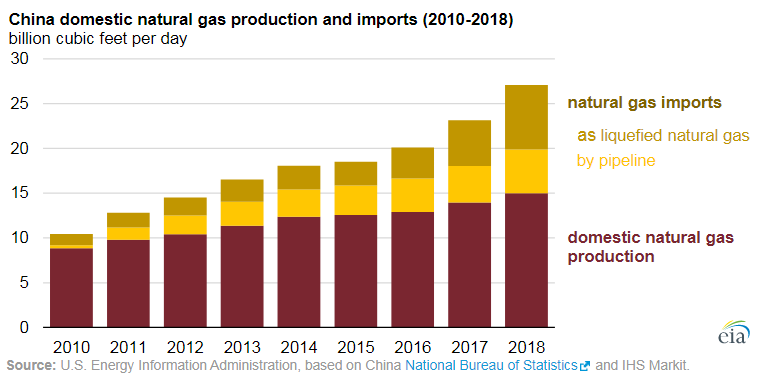
中國於2010年-2018年期間各年的天然氣產量與進口數量。

中華人民共和國天然氣 （英語：Natural gas in China），其消費、生產以及進口於2009年至2014年的5年期間均有大幅成長，每年消費的數量成長率均超過兩位數。根據中國石油天然氣集團提供的估計數字，該國燃氣電廠裝置容量預計將於2025年達到1.38億-1.54億千瓦（Kw）左右，到2030年將進一步成長至2.61億-3.08億千瓦。
中國於2022年大幅增加從俄羅斯進口天然氣，達到160億立方米（公尺），比前一年進口量增加54%，主要透過中俄東線天然氣管道（俄語直譯：西伯利亞力量）輸送。該管道預計到2025年將可輸送達到380億立方米的容量。中國由俄羅斯進口天然氣的目的是分散能源進口來源，以確保該國的能源安全。

## 天然氣消耗量
縱然中國對能源有龐大的需求，但天然氣在其使用的能源中所佔的比例相對較小，於2012年僅佔全國消耗能源總量的5%。而到2021年，天然氣於該國消耗能源總量的佔比已增加到8%。同年，透過燃燒天然氣產生的發電量佔該國總發電量的3.1%。中國當局認為使用天然氣所造成的污染，以及排放強度均低於燃燒煤炭所產生的，是種適合的替代品，因此天然氣消耗數量仍在迅速增加。預計到2030年，天然氣在全國能源供應的佔比將會達到15%。
中國於2021年所消耗的天然氣中，除25%供發電用途之外，其餘75%是供最終消費者使用，包括用於一般家庭的供暖、烹煮食物及工業生產過程。天然氣的非能源用途主要是用在製造化學肥料以及塑膠）。

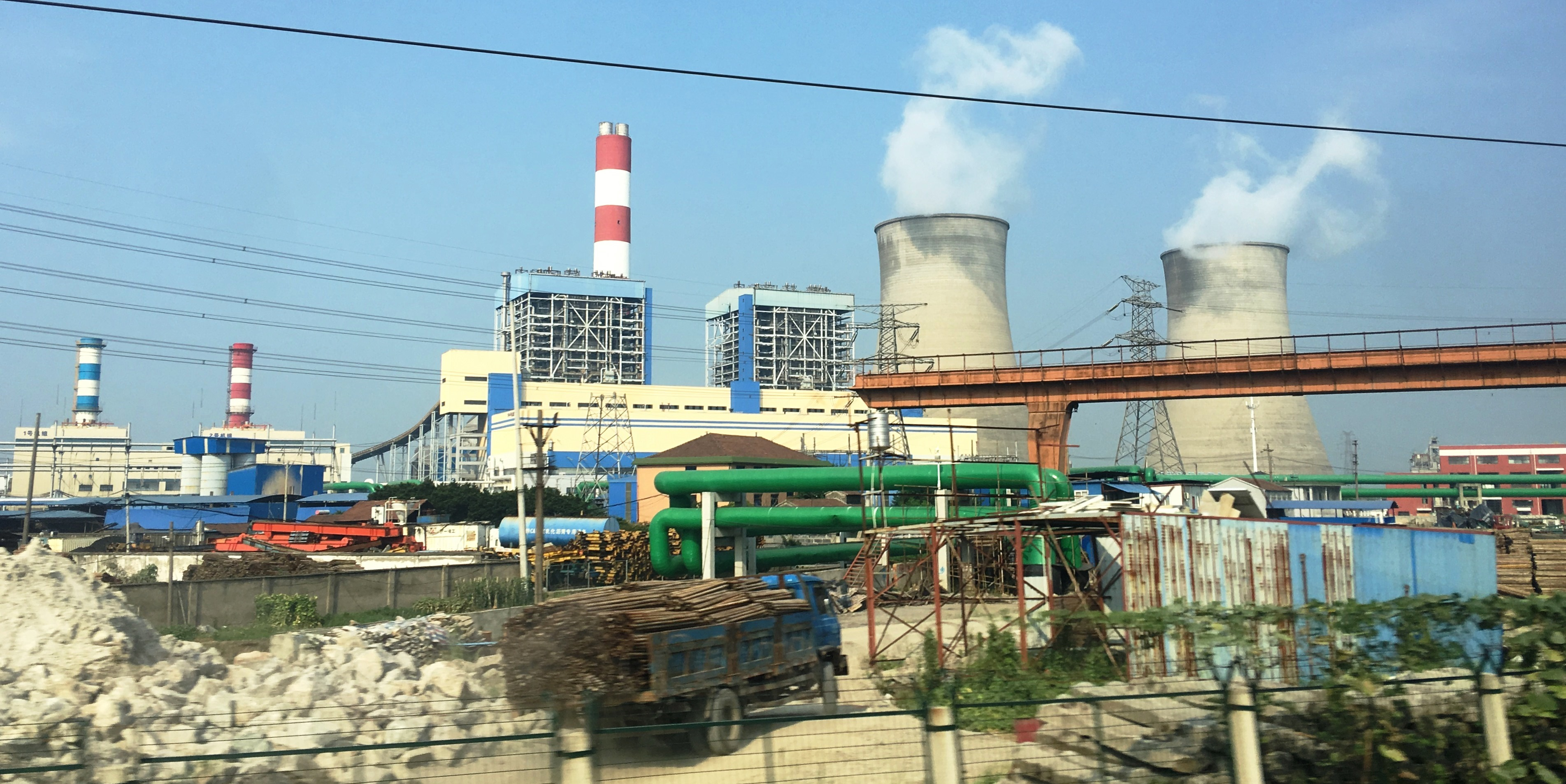
一間位於江蘇省蘇州市燃氣發電廠。

中國不斷增長的能源需求導致須在生產方面做改革，也因此造成該國對天然氣的依賴度日益增加。中國的經濟持續成長，將會使用更多的天然氣。預計到2050年的需求量為6,500億立方米。

## 供應面

根據美國中央情報局發表的2014年《世界概況》，世界各國已探明的天然氣儲量（灰色代表無儲量，藍色由淺到深，最深的儲量為大於/等於10,000立方公里。）

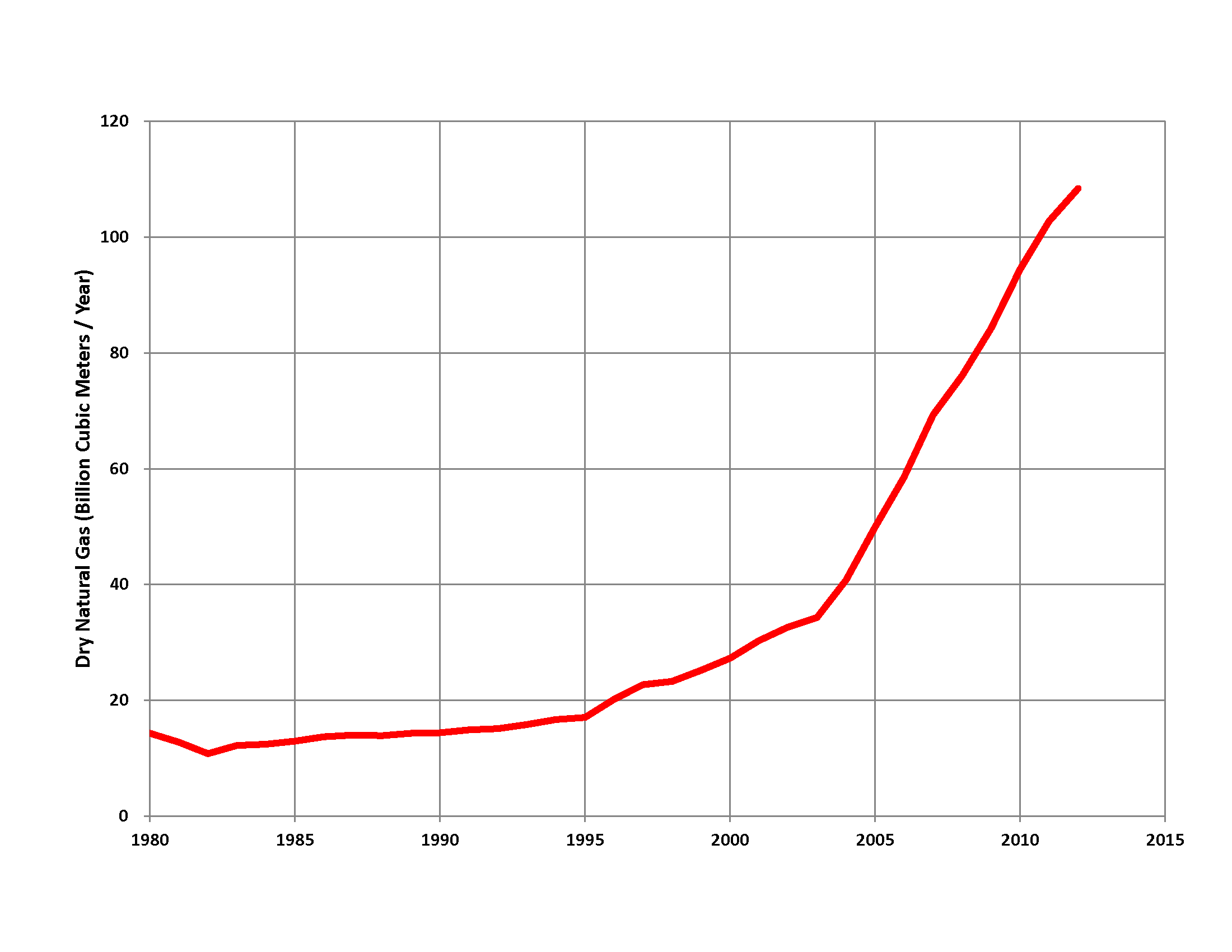
中國國內的天然氣產量趨勢圖（1980年-2012年）。

### 國內生產
中國於2010年的天然氣產量在世界排名第七，於2013年的國內產量為1,120億立方米，在世界排名第六。 該國於2005年至2013年期間，天然氣的產量已增加一倍以上。中國的天然氣產量在2019年為1,761億立方米。

該國迄2022年之前的連續六年，國內的天然氣產量均有增加（每年增加100億立方米），於2022年的產量為2,201億立方米，可滿足59%的國內需求，比2021年的產量能滿足55%的需求稍有增加。中國於2018年的國產天然氣佔國內耗用量的56.3%。國內三大產氣區為內蒙古自治區的鄂爾多斯、四川省重慶地區以及新疆維吾爾族自治區，三地產量合計於全國的佔比達到43.3%。
中國於2022年是世界第三大天然氣消費國，僅次於美國與俄羅斯。
中國三家國營石油公司（中國石化、中石油及中國海洋石油）均活躍於上游的天然氣開採、液化天然氣進口和中游的管道輸送。支線管道和城市內管網由中國燃氣控股、新奧能源、港華智慧能源、北京控股和崑崙能源等城市燃氣公司營運。

### 進口
雖然中國的天然氣產量快速增長，但該國在2013年進口天然氣仍高達520億立方米，是全球第五大進口國。 於2008-2013年期間進口量增加十倍以上。中國一直致力進口來源地多元化。
中國於2013年是全球第三大液化天然氣（LNG）進口國，僅次於日本和韓國。於2013年，中國85%的LNG來自澳大利亞、印尼、馬來西亞和卡達。
為減少對進口LNG依賴過重，中國建造從緬甸和中亞輸入天然氣的管道。 中國和俄羅斯於2014年簽約，自2018年開始透過中俄東線天然氣管道進口天然氣。到2022年，從俄羅斯進口天然氣的數量比前一年成長54%，達到160億立方米，預計到2025年透過此管道輸入的數量將達到380億立方米。
中國天然氣產業於2022年發生溫和變動。當年的消費量小幅下降1.2%，為3,646億立方米（位居全球第三大）。然而國內天然氣產量因經歷大量投資而增加，產量達到2,201億立方米，可供應該國需求的59％，將進口依賴度降低至41％。於2022年的天然氣進口相關基礎設施也有所成長，特別是在LNG設施和全國天然氣輸送管道網絡。當年的LNG進口量仍下降19.5%，為876億立方米，主要是由於國內經濟放緩，加上國際現貨價格高漲的緣故。但在另一方面則是透過管道的進口成長7.8%。根據政府的十四五規劃，該國計劃在2025年之前將天然氣年產量增加到2,300億立方米以上，並將重心放在供應鏈安全和向永續能源轉型兩大目標。

## 天然氣作為過渡性燃料
中國為實現淨零排放的目標，將會擴大使用天然氣作為較其他化石燃料更為清潔的替代品。儘管如此，在施行方面仍面臨一些挑戰和障礙，主要原因為中國有豐富的煤炭儲量，煤炭仍是中國的能源基礎，提供中國近70%的一次能源需求，佔發電用燃料的80%。中國自行生產和消耗的煤炭比其他國家為高。

### 政策
中國的十四五規劃中對現代能源體系的設計，目的在因應全球氣候治理的要求。在加強國家能源安全的同時，也促進能源和工業領域往低碳轉型。十四五規劃的主要目標包括在2030年實現碳排放達到峰值、在2060年實現淨零排放、強調煤炭的調節作用以及增加天然氣產量。此外，中國將致力協助其他開發中國家採用清潔能源，同時不再支持於海外建立新的燃煤發電廠，突顯中國對推廣清潔能源和減少全球碳排放的承諾。中國目前對天然氣的立場是增加其使用和生產，以減少溫室氣體排放和改善空氣品質。預計天然氣到2050年將佔全部能源耗用的15%。截至2018年，中國已在境內發現509個天然氣田，有可能增加其於未來的產量。
中國於2017年宣布計劃建立碳交易體系，限制化石燃料（包括天然氣）的的排放，並於2021年開始施行（參見 中國國家碳交易體系）。

### 過渡
中國的能源發展計畫也強調增加天然氣基礎設施的重要性，例如增加天然氣輸送管道4萬公里。由於煤炭對環境的影響嚴重，中國希望將重點轉向其他能源，但中國煤炭資源豐富，預計現在和未來煤炭在能源消耗中的比例仍將遠高於天然氣。雖然天然氣的碳足跡是煤炭一半，但中國何時以及如何由使用煤炭轉向天然氣尚不清楚。
中國於2023年從俄羅斯進口的天然氣數量幾乎是2021年進口數量的兩倍，相當於中國目前天然氣使用量的約10%，主要是由於該國天然氣儲量相對不足的緣故。
中國使用的天然氣中有甚大部分須依賴進口，其中LNG有較高的佔比。中國於2017年的天然氣進口量比前一年增加39%以上，達到499億立方米。LNG將繼續在滿足中國天然氣需求方面發揮重要的作用。
中國於2023年進口LNG7,132萬噸（即984億立方米），較前一年同期成長11.7%。然而根據海關數據，預計2024年LNG進口量可能仍低於烏克蘭危機前的水平，中國於2021年的進口數量為7,880萬噸。根據中國石油經濟技術研究院（CNPC ETRI，為中國石油天然氣集團轄下的經濟技術研究院）預計，從2024年開始交付的中國新長期液化天然氣合約量約為1,146萬噸/年。CNPC ETRI的歷史數據顯示此將高於2023年開始交付的新長期合約的每年624萬噸。
CNPC ETRI稱，預計2024年中國新增液化天然氣接收能力將達到創紀錄的6,000萬噸/年，讓液化天然氣總接收量達到1.76億噸/年，年增52%。

### 挑戰
中國在增加天然氣產量的過程中也面臨許多挑戰，例如投資成本較高。石油大宗商品價格起伏不定導致石油公司對天然氣開發的投資減少。此外，由於中國天然氣資源並非豐富，需要依賴進口，而可能會是從煤炭轉向天然氣的障礙。

### 需求增加
中國對天然氣的需求在過去數十年來持續增加，而在嚴重特殊傳染性肺炎疫情期間，中國限制人民移動的政策導致天然氣消耗量減少。根據中國國家能源局發佈的數據，2021年天然氣需求量為3,690億立方米，較前一年下降約1.4%，這是有史以來首次出現同比下降。這一趨勢凸顯多種因素對該國天然氣消費的影響。儘管當年中國天然氣需求有所下降，但預計將來仍會持續成長，但成長速度會較歷史水準有所放緩。LNG進口仍將持續成長。LNG進口在中國能源多元化和逐步淘汰煤炭方面繼續發揮重要的作用。
根據一份於2022年發表的研究報告，中國在進口LNG時，其港口接收設施與自有LNG運輸船舶噸位兩者均不足，成為一種瓶頸。根據模擬研究，即使在沒有任何意外供需變化的基準情景下，中國自有LNG運輸船隊僅能滿足其進口需求的49%。結論是建議中國政府協調國家能源戰略和行業層面共同規劃，碼頭營運商需要加快擴充接收設施，國內航運公司可投資建造大型LNG運輸船舶，以減少所需的船舶數量，並降低對外籍船隊的依賴。
到2023年，該國預計LNG進口量將增加至1.3億噸/年。此外，大約有九項新的LNG長期合約將於2023年開始交付，以取代即將到期的短期合約。中國的LNG進口量透過管道從俄羅斯進口以及新的合約（包括來自美國的）的推動下，預計將會增加，中國於2023年的LNG氣進口量估計將會達到約898億立方米。中國將致力於取得LNG的長期供應合約，並降低曝露於短期供應合約的價格波動，以支持國內需求的成長。

### LNG運輸船隊擴建
迄今韓國仍然是全球LNG運輸船舶的最大製造國。根據一份報導，近年來為因應烏克蘭危機而湧現的長期LNG合約熱潮，導致新的運輸船舶訂單激增，已接近韓國造船廠的產能極限，為中國造船廠開啟業務機會大門。中國國有船舶製造商中國船舶工業集團（CSSC）享有中國大部分LNG新造船訂單。據公司官員透露，截至2023年9月撰稿時，其訂單累積量約為60艘船舶，交付時間預計將持續到2028年。據新華社於當年8月17日報導，中國船廠於2023年上半年已獲得14艘大型LNG運輸船舶訂單，佔該期間全球訂單的35%。CSSC在2023年1月份表示該公司在2022年獲得49艘LNG新造船訂單，讓中國在該年度的LNG新船訂單佔比從2021年的不到7%上升到約30%。

### 貿易
中國計劃將國內天然氣交易價格從嚴格監管的體系轉變為市場定價體系。鑑於中國本身天然氣資源受限，政府希望透過市場定價以鼓勵業者生產更多天然氣。預計美國供應商將增加對中國的天然氣供應，這對前者的天然氣產業擴大出口十分重要。
美國天然氣生產商Venture Global LNG於2021年11月與中石化簽署一份為期20年的液化天然氣供應合約。預定在20年內每年向中國提供1,940億立方英尺（約55億立方米）的LNG，中國由美國進口的天然氣將因此增加一倍以上。中國目前的政策是鼓勵從全球各地（包括俄羅斯）取得天然氣，以確保能源來源分散及不虞匱乏。研究顯示隨著中國透過貿易而擴大天然氣消費，將可降低該國的能源貧困問題。